# Atari Portfolio

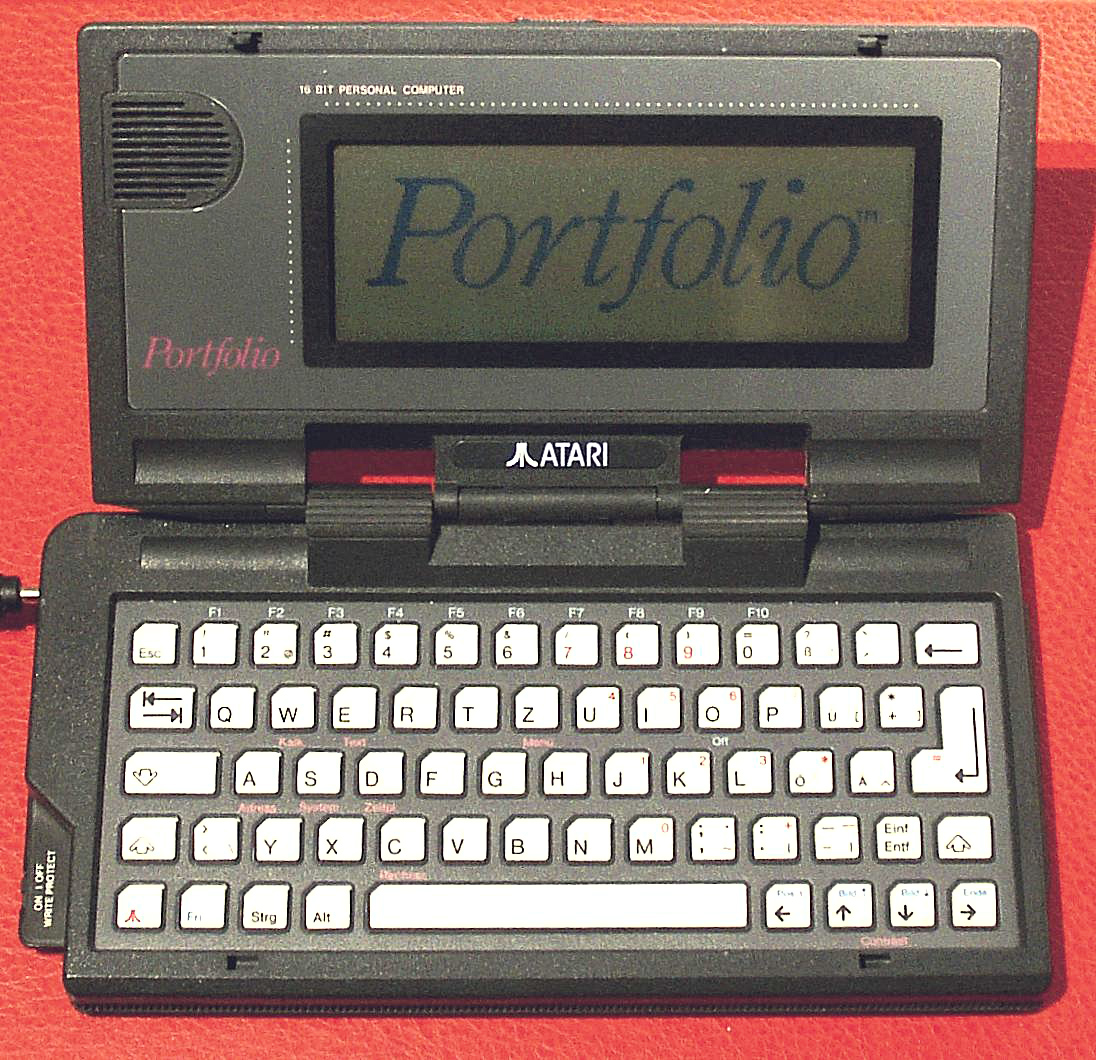
Atari Portfolio

Atari Portfolio — перший IBM PC-сумісний кишеньковий комп'ютер. Був випущений корпорацією Atari в 1989 році.

## Технології
Atari Portfolio, побудований на процесорі Intel 80C88 з тактовою частотою 4,9152 МГц. Операційна система — різновид MS-DOS, так звана DIP DOS 2.11. Має 128 КБ оперативної пам'яті й 256 КБ постійної памяті, де записано операційну систему та вбудовані додатки. Вбудована оперативна пам'ять поділяється між системною пам'яттю і пристроєм зберігання даних (диск С:). Рідкокристалічний дисплей монохромний, без підсвітки, з роздільною здатністю 240×64 пікселів, або 40 символів × 8 рядків.
З правого боку комп'ютера знаходяться роз'єми для паралельного і послідовного портів, модему або MIDI модулів. Роз'єм для знімних карт пам'яті, які використовуються в Atari Portfolio, не є сумісні з PC стандартом, оскільки комп'ютер було розроблено ще до появи цього стандарту. На початковому етапі розробки були доступні карти розширення пам'яті об'ємом 32, 64 і 128 КБ, а потім з'явилися карти місткістю до 4 МБ. Вони живляться змінними батареями, які тримаються близько 2 років. До вбудованих додатків входять: текстовий редактор, електронні таблиці (сумісні з Lotus 1-2-3), телефонна книга і календар. Карти розширення містять також додаткові програми, наприклад, шахи, файловий та фінансовий менеджер. На Atari Portfolio є можливість запустити більшість текстових MS-DOS додатків за умови, коли вони не вимагають безпосереднього доступу до пристроїв і можуть вміститися в цій, відносно невеликий, пам'яті.
До інших модулів розширення належить розширення оперативної пам'яті (дає додаткові 256 КБ, які можна розділити на кілька дисків). Можна також використовувати доповнення через роз'єм, який дозволяє користуватись більше ніж одним блоком. Теоретично можна під'єднати кілька таких розширювачів пам'яті, збільшуючи доступний об'єм зберігання даних більш ніж на 640 КБ.
Існує також підключення до настільного ПК пристрою читання і запису карт пам'яті. Комплект містить карти ISA, спеціальний кабель, картридж, а також дискету з програмним забезпеченням.
Крім того, використовуючи модуль паралельного порту зі стандартним кабелем, за допомогою якого постачається програмне забезпечення (на основі DOS), можна приєднати Atari Portfolio до звичайного стаціонарного комп'ютера чи ноутбука, задля обміну файлами з блоку пам'яті.

## Використання

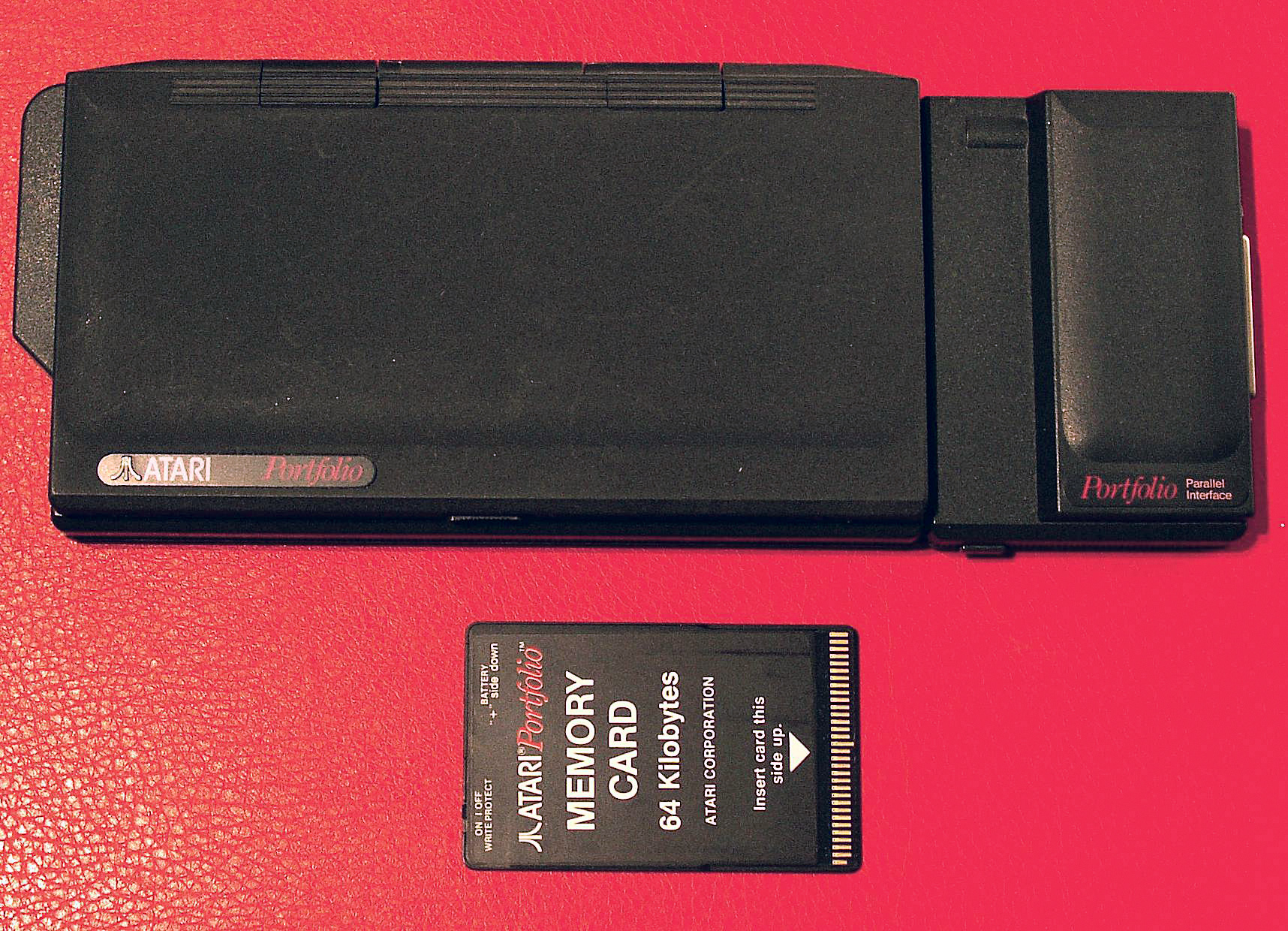
Аксесуари до комп'ютера

Сьогодні Atari Portfolio, як і раніше, є досить популярним. Багато користувачів цінують його за сувору простоту й відсутність непотрібних функцій. Крім того, для Atari Portfolio були створені деякі корисні додатки, включаючи аксесуари, що дозволяють використовувати пристрої електролюмінесцентним підсвічування.

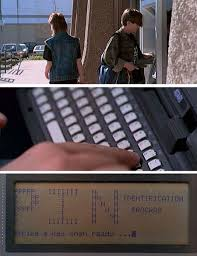
Atari Portfolio в кіно

Ще один цікавий додаток зроблено в модифікації Portfolio CompactFlash. При зміні слота карти пам'яті та встановлення CF-роз'єму і невеликої схеми (мікросхема 74 серії й буфери), стає можливим використання CF-карти (хоча обсягом не більше 32 МБ на кожний розділ, через обмеження ROM DOS).

## Роль в кіно
«Термінатор 2: Судний день» (англ. Terminator 2: Judgment Day) — фантастичний фільм 1991 року, режисера Джеймса Кемерона, другий із серії про Термінатора після «Термінатор» (1984).
Atari Portfolio з'являється на екрані у фільмі «Термінатор 2: Судний день». Його використовував молодий Джон Коннор, щоб обійти систему безпеки на банкоматах, використовуючи кабель, що з'єднує паралельний інтерфейс Portfolio зі зчитувачем магнітної смуги карти. Ця ж установка з'являється вдруге у фільмі, коли Джон використовує її в лабораторії Cyberdyne Systems, щоб отримати ключі від сховища, яке містить руку і процесор першого термінатора.